# Ždiar
Ždiar (in ungherese Zár, in tedesco Morgenröthe, in polacco Zdziar) è un comune della Slovacchia facente parte del distretto di Poprad, nella regione di Prešov.
Nelle cronache storiche, il villaggio fu menzionato per la prima volta nel 1409.